# Bringetofta kyrka
Bringetofta kyrka är en kyrkobyggnad i Bringetofta i Växjö stift. Den är församlingskyrka i  Bringetofta församling.

## Kyrkobyggnaden

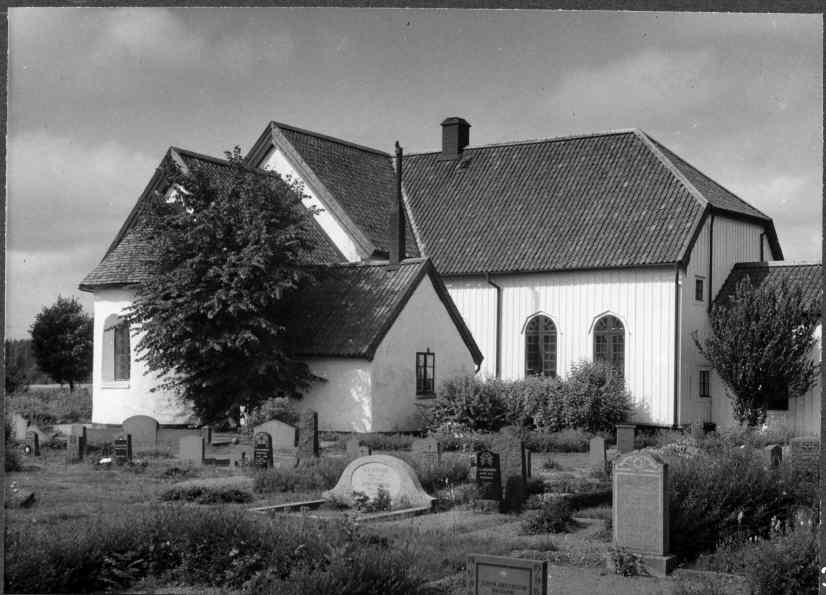
Bringetofta kyrka 1944

Bringetofta kyrka är till sina äldsta delar uppförd redan under 1100-talets senare del men därefter tillbyggd vid flera olika tillfällen. Det ursprungliga byggnadsmaterialet, främst gråsten, finns kvar än i dag.
År 1754 tillbyggdes en korsarm av trä i norr, varvid altaret flyttades till långhusets sydvägg. Därefter har kyrkans yttre form inte ändrats.
I koret samt i och på båda sidorna om triumfbågen finns väggmålningar från 1200-talet. I absiden är målningarna från 1600-talet.
Klockstapeln av trä är från 1700-talet. En av kyrkklockorna är rikt utsmyckad. På den syns förutom Kristus på korset, mellan Jungfru Maria och Johannes Döparen samt Sankt Lars, även en räv, som blåser för gässen, en gås, som ringer i en klocka, och slutligen en bild av räven, som av gässen hänges i en galge. Detta är en symbolik för kampen mellan det onda och det goda.

## Inventarier
- Kalkmålning, oidentifierad upphovsman under mitten av 1200-talet.[1]
- Krucifix av lövträ från verkstad i Östergötland under mitten av 1300-talet.[2]
- Predikstol från 1659.
- Altaruppsats från 1770.
- Golvur med 3 urtavlor av Johannes Månsson i Fagerhult. (Månsson var farbror till metallurgen Johan August Brinell, 1849-1925.)

## Orgel
- 1775: Lars Wahlberg och Anders Wollander, Vimmerby, bygger ett 10-stämmig orgelpositiv på läktaren.
- 1886: Orgeln ändras av Erik Nordström och får 9½ stämmor.
- 1937: Firma Olof Hammarberg, Göteborg, bygger en ny pneumatisk orgel bakom Wahlbergs fasad. Kubbälgar från tidigare orgel behålles. Orgeln har fria och fasta kombinationer samt automatisk pedalväxling. Pipverk från 1775 års orgel ingår i nuvarande.

| Huvudverk I   | Svällverk II        | Pedal       | Koppel   |
| Principal 8´  | Rörflöjt 8´         | Subbas 16´  | I/P      |
| Gedakt 8´     | Salicional 8´       | Oktavbas 8´ | II/P     |
| Oktava 4'     | Principal 4'        |             | II/I     |
| Mixtur 4 chor | Flöjt 4'            |             | II 16'/I |
|               | Blockflöjt 2'       |             | II 4'/I  |
|               | Sesquialtera 2 chor |             | I 4'/I   |
|               | Krumhorn 8'         |             |          |
|               | Crescendosvällare   |             |          |

- 2004: Wahlbergsorgeln rekonstrueras och restaureras till ursprungligt skick av Bergenblad & Jonssons orgelbyggeri i Nye. Fyra av stämmorna är original, fyra är delvis original, resterande är nygjorda. Ett nytt pedalverk uppförs bakom orgelhuset.

Nuvarande disposition:
| Manual C-c³            | Pedalverk C-d¹                      |
| Principal 8', D        | Pedalverk [Subbas 16' + Gedacht 8'] |
| Gedacht 8'             |                                     |
| Quintadena 8'          | Koppel                              |
| Principal 4'           | Manual/pedal                        |
| Fleut douce 4'         |                                     |
| Quinta 3' (eg. 2 2/3') |                                     |
| Octava 2'              |                                     |
| Scharff III ch.        |                                     |
| Trumpet 8', B/D        |                                     |
| Vox humana 8', D       |                                     |
| Trumpet 4', B          | Sperventil                          |
| Tremulant              | Campanula                           |